# Чернігівський обласний науковий ліцей
Чернігівський обласний науковий ліцей Чернігівської обласної ради (ЧОНЛ) — загальноосвітній навчальний заклад комунальної форми власності, підпорядкований управлінню освіти і науки Чернігівської обласної державної адміністрації. ЧОНЛ — навчальний заклад ІІІ ступеня з профільним навчанням та допрофесійною підготовкою, який працює в режимі школи-інтернату.
До 22 жовтня 2021 року ліцей мав назву Чернігівський обласний педагогічний ліцей для обдарованої сільської молоді (ЧОПЛ).

## Педагогічний колектив ліцею

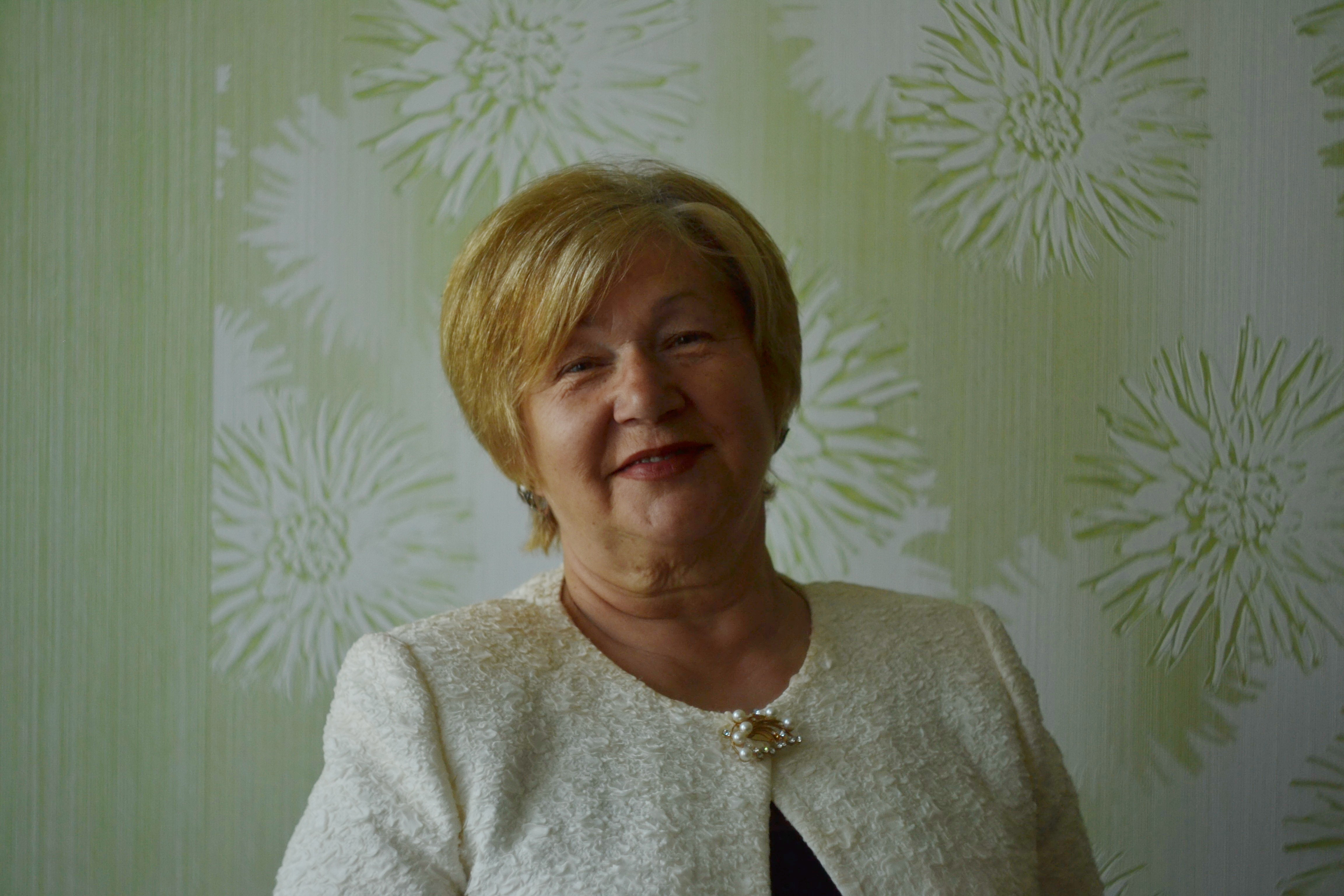
Коломієць Ганна Василівна, директор
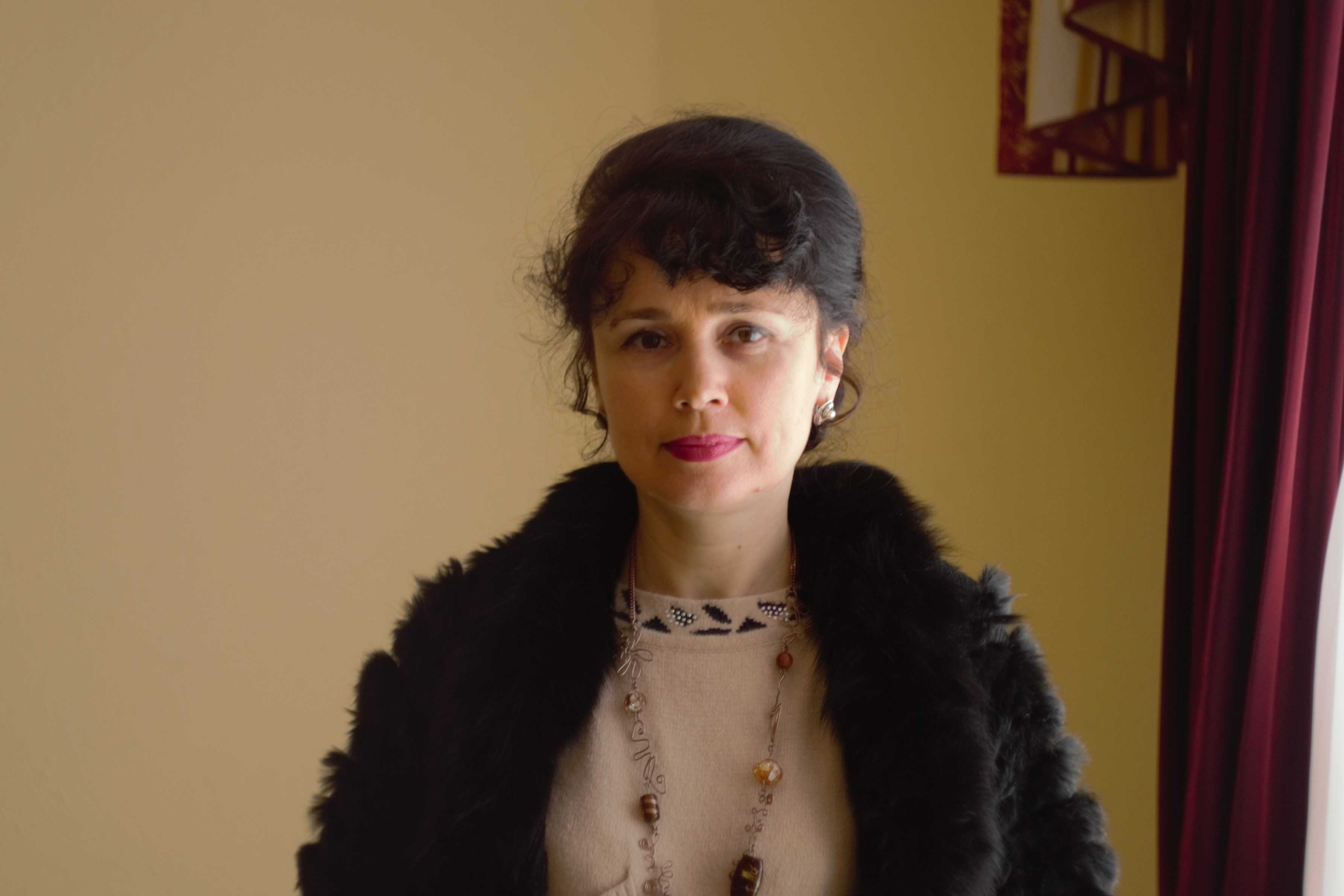
Сердюк Галина Анатоліївна
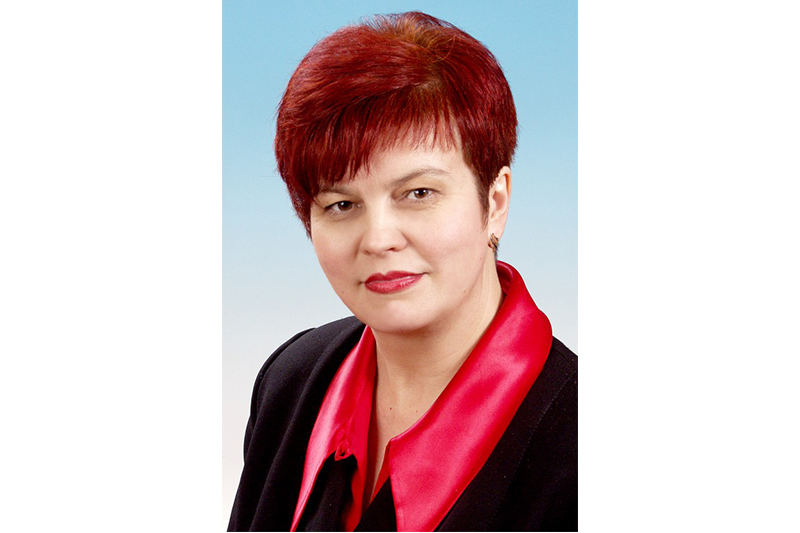
Коваленко Наталія Іванівна
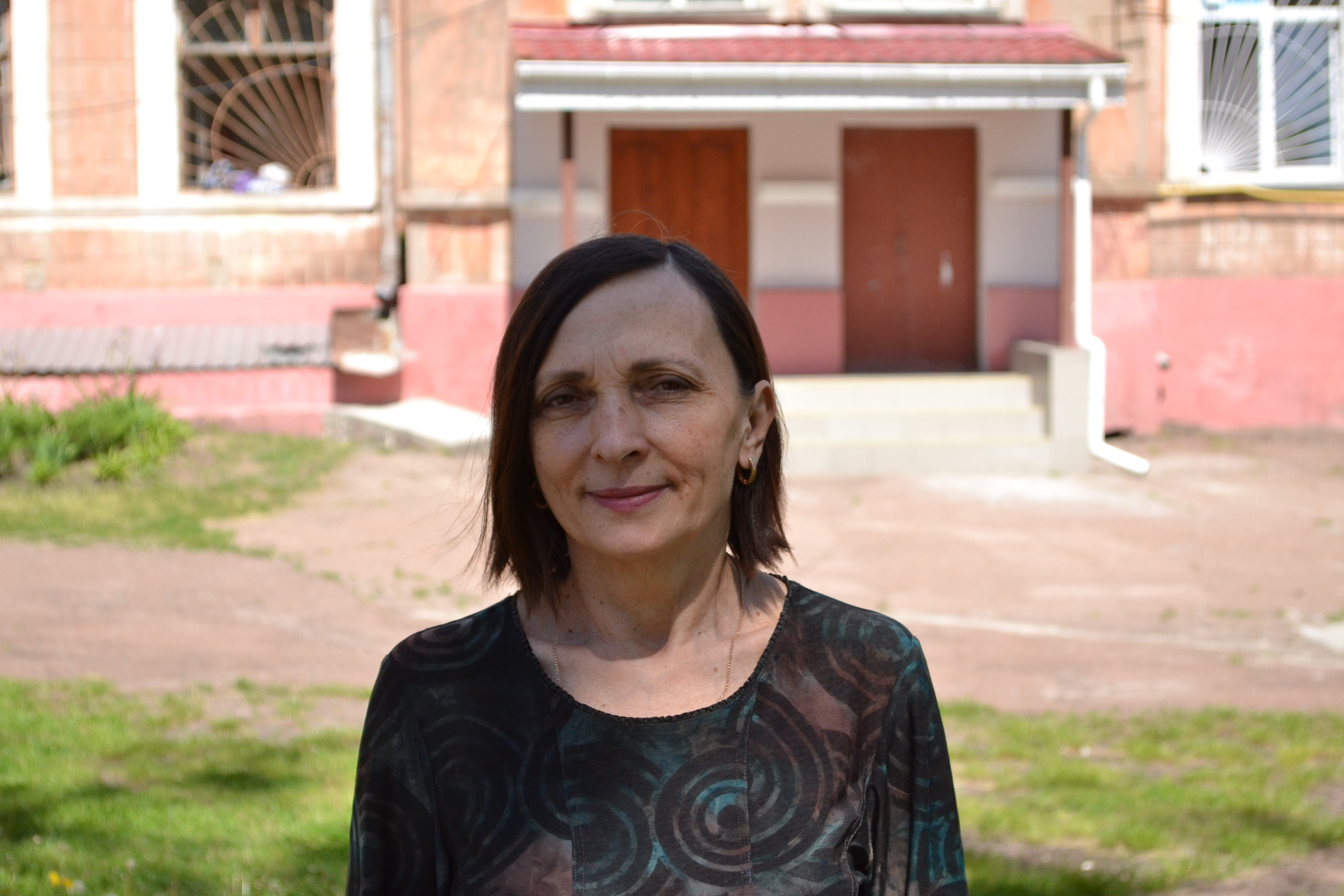
Єфименко Наталія Степанівна
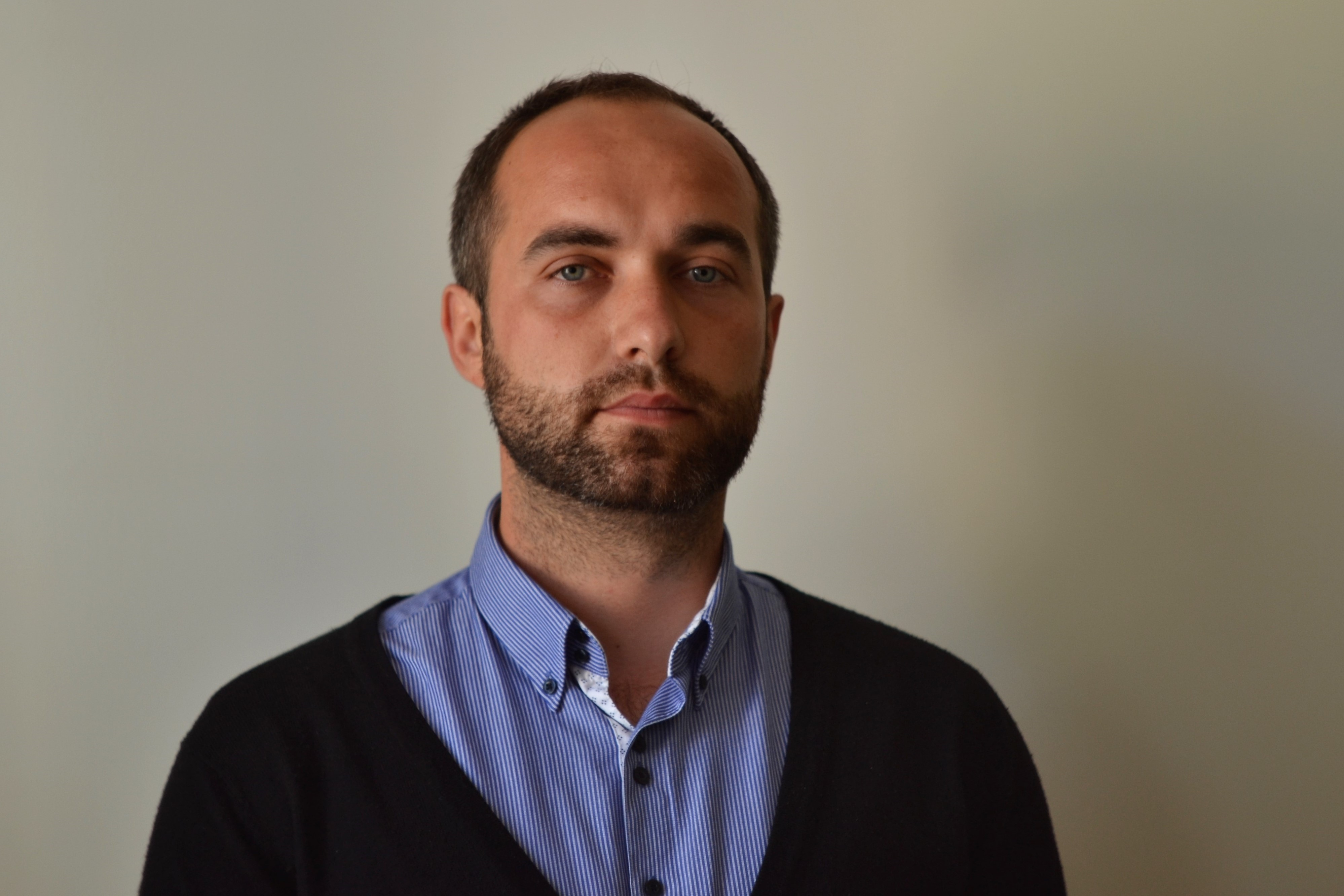
Павліон Олександр Анатолійович
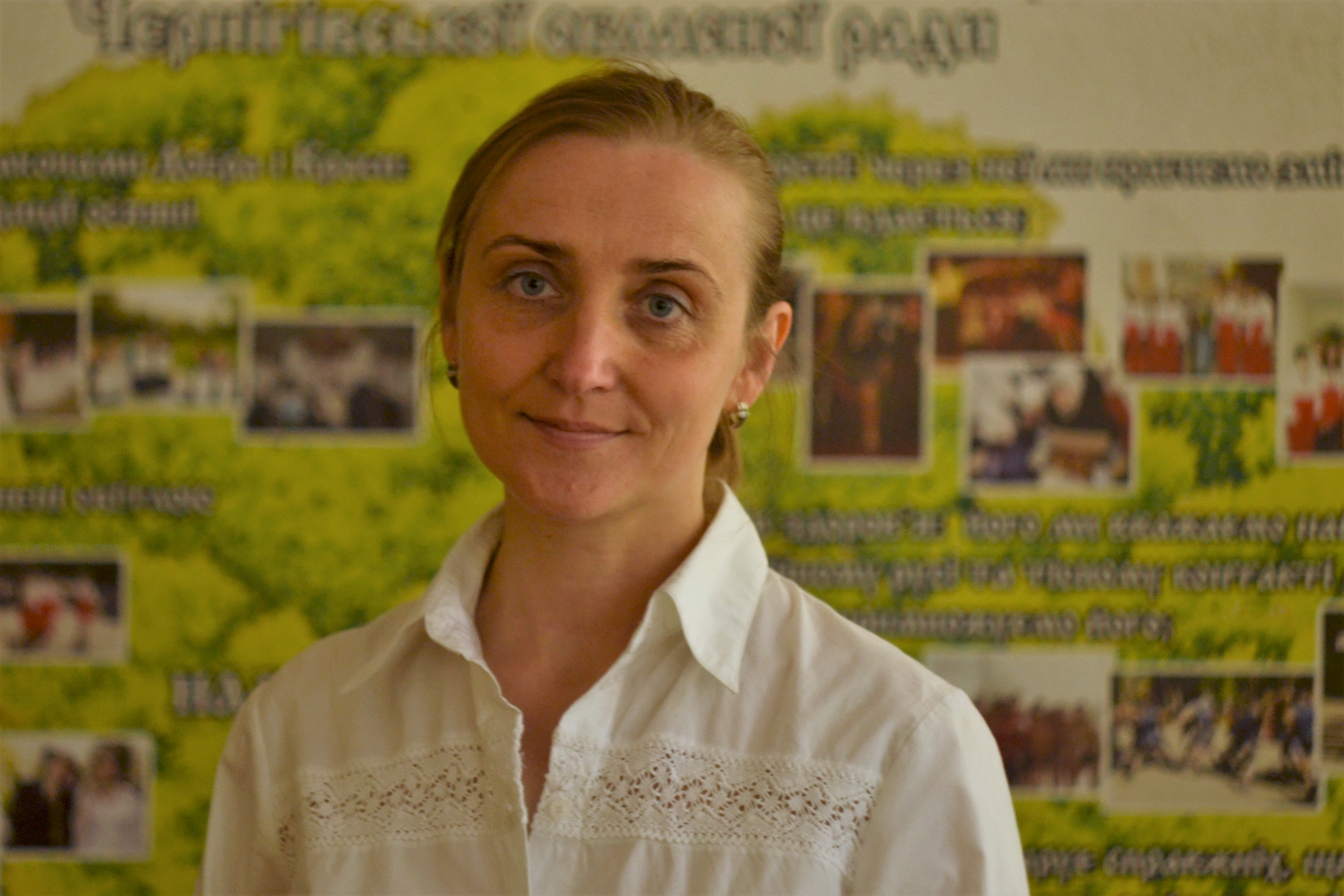
Нудьга Наталія Володимирівна

- Директор ліцею — Коломієць Ганна Василівна, кандидат педагогічних наук, доцент, Заслужений працівник освіти України;
- Заступник директора з навчально-виховної роботи — Сердюк Галина Анатоліївна, спеціаліст вищої кваліфікаційної категорії, учитель-методист, відмінник освіти України, лауреат премії імені С. Русової;
- Заступник директора з виховної роботи — Коваленко Наталія Іванівна, спеціаліст вищої кваліфікаційної категорії, старший вчитель, відмінник освіти України;
- Практичний психолог ліцею — Нудьга Наталія Володимирівна, спеціаліст вищої категорії, старший учитель.

З 58 педагогів 2 — доктори наук, професори, 15 кандидатів наук, доценти, 38 мають вищу кваліфікаційну категорію, 16 — «вчителі-методисти», 10 нагороджені знаком «Відмінник освіти України» та один заслужений працівник освіти України. Серед учителів ліцею 11 його випускників.